# Laveu
Laveu is een wijk van Luik.
De wijk grenst in het oosten aan Luik-Centrum en in het zuiden aan Cointe. In het westen ligt Saint-Gilles.

## Toponymie
De naam Laveu is afkomstig van de familie Lavoir, die hier in de 14e eeuw reeds woonde.

## Voorzieningen
In Laveu bevindt zich de Clinique Sainte-Rosalie (Sint-Rosaliakliniek), aan Rue des Wallons 72. Deze maakt onderdeel uit van het CHR (Centre Hospitalier Régional).

## Bezienswaardigheden
- Maison Moonen, een winkelhuis in art nouveau van 1903, aan Rue du Laveu 28.
- Sint-Alexander Nevski en Sint-Serafim van Sarovkerk, aan Rue du Laveu 80. Russisch-orthodox kerkgebouw van 1951 met ui-vormige koepels.
- Sint-Franciscus van Saleskerk (Église Saint François de Sales), modern kerkgebouw aan Rue Jacob Makoy 34.